# Segunda División A 2004/05
De Segunda División A 2004/05 was het 74ste seizoen van het tweede niveau van het Spaans voetbalkampioenschap. Het ging van start op 28 augustus 2004 en eindigde op 18 juni 2005.

## Eindklassement
|     | Club                   | WG | W  | G  | V  | DV | DT | P  |                                       |
| --- | ---------------------- | -- | -- | -- | -- | -- | -- | -- | ------------------------------------- |
| 1º  | Cádiz CF               | 42 | 21 | 13 | 8  | 68 | 30 | 76 | Promotie naar de Primera División     |
| 2ª  | Celta de Vigo          | 42 | 22 | 10 | 10 | 55 | 38 | 76 | Promotie naar de Primera División     |
| 3º  | Deportivo La Coruña    | 42 | 23 | 7  | 12 | 62 | 47 | 76 | Promotie naar de Primera División     |
| 4º  | SD Eibar               | 42 | 20 | 13 | 9  | 53 | 39 | 73 |                                       |
| 5º  | Recreativo Huelva      | 42 | 19 | 14 | 9  | 48 | 32 | 69 |                                       |
| 6º  | Real Valladolid        | 42 | 18 | 9  | 15 | 56 | 56 | 63 |                                       |
| 7º  | Gimnàstic de Tarragona | 42 | 16 | 12 | 14 | 49 | 45 | 60 |                                       |
| 8º  | Xerez CD               | 42 | 14 | 17 | 11 | 39 | 36 | 59 |                                       |
| 9º  | CD Tenerife            | 42 | 13 | 18 | 11 | 42 | 45 | 57 |                                       |
| 10º | Elche CF               | 42 | 16 | 9  | 17 | 51 | 52 | 57 |                                       |
| 11º | Sporting Gijón         | 42 | 15 | 12 | 15 | 41 | 39 | 57 |                                       |
| 12º | Real Murcia            | 42 | 15 | 9  | 18 | 40 | 52 | 54 |                                       |
| 13º | Polideportivo Ejido    | 42 | 12 | 16 | 14 | 41 | 45 | 52 |                                       |
| 14º | UD Almería             | 42 | 13 | 12 | 17 | 36 | 44 | 51 |                                       |
| 15º | UE Lleida              | 42 | 13 | 11 | 18 | 46 | 54 | 50 |                                       |
| 16º | Racing Ferrol          | 42 | 12 | 13 | 17 | 55 | 54 | 49 |                                       |
| 17º | Atlético Malagueño     | 42 | 12 | 12 | 18 | 33 | 51 | 48 |                                       |
| 18º | Ciudad de Murcia       | 42 | 10 | 17 | 15 | 49 | 57 | 47 |                                       |
| 19º | Córdoba CF             | 42 | 12 | 10 | 20 | 43 | 52 | 46 | Degradatie naar de Segunda División B |
| 20º | Terrassa FC            | 42 | 12 | 8  | 22 | 45 | 63 | 44 | Degradatie naar de Segunda División B |
| 21º | UD Salamanca           | 42 | 12 | 8  | 22 | 50 | 63 | 44 | Degradatie naar de Segunda División B |
| 22º | Pontevedra CF          | 42 | 10 | 14 | 18 | 52 | 60 | 44 | Degradatie naar de Segunda División B |

## Topscorers
25 goals
- Mario Bermejo Castanedo (Racing Ferrol)

20 goals
- Juan Francisco Martínez Modesto "Nino" (Elche CF)
- Daniel González Güiza (Ciudad de Murcia)

1929 · 1929/30 · 1930/31 · 1931/32 · 1932/33 · 1933/34 · 1934/35 · 1935/36 · 1936/37 · 1937/38 · 1938/39 · 1939/40 · 1940/41 · 1941/42 · 1942/43 · 1943/44 · 1944/45 · 1945/46 · 1946/47 · 1947/48 · 1948/49 · 1949/50 · 1950/51 · 1951/52 · 1952/53 · 1953/54 · 1954/55 · 1955/56 · 1956/57 · 1957/58 · 1958/59 · 1959/60 · 1960/61 · 1961/62 · 1962/63 · 1963/64 · 1964/65 · 1965/66 · 1966/67 · 1967/68 · 1968/69 · 1969/70 · 1970/71 · 1971/72 · 1972/73 · 1973/74 · 1974/75 · 1975/76 · 1976/77 · 1977/78 · 1978/79 · 1979/80 · 1980/81 · 1981/82 · 1982/83 · 1983/84 · 1984/85 · 1985/86 · 1986/87 · 1987/88 · 1988/89 · 1989/90 · 1990/91 · 1991/92 · 1992/93 · 1993/94 · 1994/95 · 1995/96 · 1996/97 · 1997/98 · 1998/99 · 1999/00 · 2000/01 · 2001/02 · 2002/03 · 2003/04 · 2004/05 · 2005/06 · 2006/07 · 2007/08 · 2008/09 · 2009/10 · 2010/11 · 2011/12 · 2012/13 · 2013/14 · 2014/15 · 2015/16 · 2016/17 · 2017/18 · 2018/19 · 2019/20 · 2020/21 · 2021/22 · 2022/23 · 2023/24 · 2024/25